# 排気ガス処理

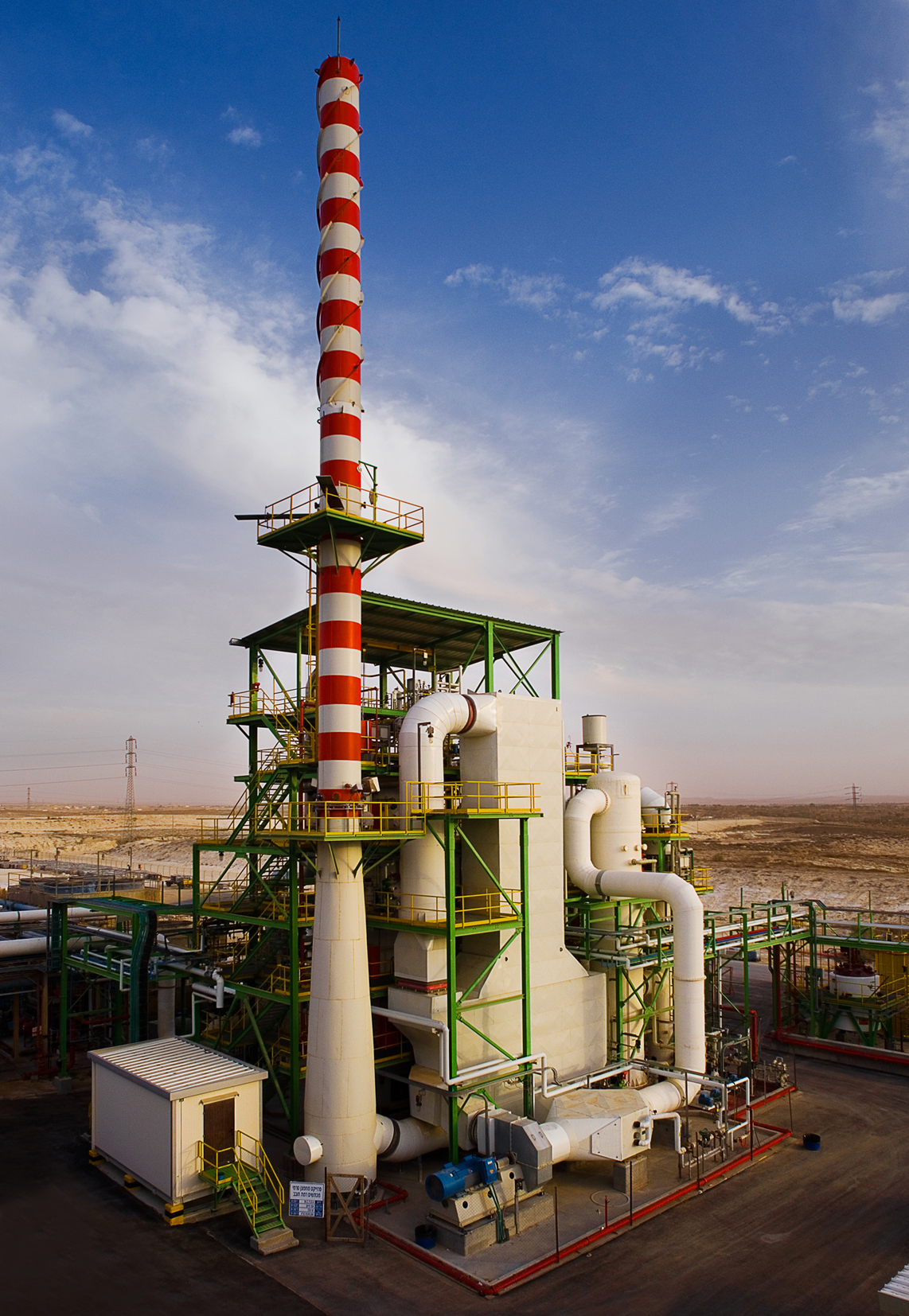
工場に設置されたサーマルオキシダイザー

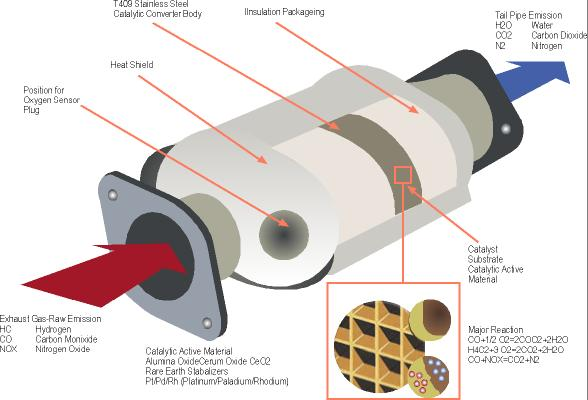
触媒コンバータ

排気ガス処理（はいきガスしょり）は、燃焼などによる排出ガス（排気ガス）を周辺環境に影響を与えないように処理してから排出することである。

## 概要
内燃機関、ボイラー、焼却炉などの燃焼機器からは燃料の燃焼による排出ガス、化学薬品製造、塗装などの工場からは有害物質を含んだ気体、食品加工、畜産などでは臭気を帯びた空気が排出される。これらを無害、無臭化するため、除塵や有害物資の分離などを行うものである。
移動発生源である自動車や船舶などでは、小型軽量の処理装置が求められている。また、ガソリン、軽油、重油の低硫黄化（脱硫）などの燃料改質や、燃焼機器自体の改善による燃焼改善が行われている。
大型の固定発生源である焼却炉、火力発電などでは、水、薬品の使用量や処理に必要なエネルギーが少なく、廃棄物が少ない処理方法が求められている。また、地上へ高濃度の排出ガスが到達しにくいよう、高い煙突が用いられる。

## 集塵機
- 重力集塵装置 : 重力で粉塵を気体から分離するもの。
- 慣性力集塵装置 : 気体の流れる向きを変化させ、慣性で粉塵を分離するもの。
- 遠心力集塵装置 : 気体のを塔内で旋回させ、遠心力で粉塵を分離するもの（遠心分離）。
- 洗浄集塵装置 : 液体を噴霧し、吸着させることにより分離するもの。除塵とともに溶解性有害ガスの除去も可能である。
- 電気集塵機 : 粉塵を帯電させ、逆に帯電した電極板に吸着させるもの。

## エアフィルタ
- バグフィルタ

## 有害物質除去
- 消石灰吹き込み
- 活性炭吸着
- 触媒燃焼
- 脱硫
- 脱硝

## 計測技術
適切な処理のため、温度、湿度、流量などのほか以下のような計測が必要とさ
れる。
粉塵粒径分布
- 顕微鏡法
- 光散乱法
- ふるい分け法
- 液相沈降法
- 慣性衝突法

粉塵量
酸素濃度
- 磁気式酸素計
- ジルコニア式酸素計
- 電極式酸素計

二酸化炭素濃度
- 電気式二酸化炭素計
- 比重式二酸化炭素計

一酸化炭素濃度
- 赤外線式一酸化炭素計

- オルザットガス分析装置 : 二酸化炭素、酸素、一酸化炭素の順に吸収液で吸収し、気体の体積変化で各成分を測定するもの。

硫黄酸化物
窒素酸化物
塩化水素
フッ素化合物
鉛
カドミウム

## 法規
- 大気汚染防止法
- 悪臭防止法